# Celes Kobayashi
Celes Kobayashi (jap. セレス小林 Kobayashi Seresu;  właśc. Shoji Kobayashi (jap. 小林 昭司 Kobayashi Shoji), ur. 27 lutego 1973 w Iwai) – japoński bokser, były zawodowy mistrz świata organizacji WBA w kategorii supermuszej (do 115 funtów).
Zawodową karierę rozpoczął w kwietniu 1992 roku, przegrywając z rodakiem Isao Mori. 30 września 1998 roku, w swojej dwudziestej czwartej walce zdobył tytuł zawodowego mistrza Japonii w kategorii muszej, pokonując na punkty Suzuki Cabato. Wcześniej dwukrotnie bezskutecznie próbował zdobyć ten tytuł. Następnie czterokrotnie bronił mistrzowskiego pasa, po czym 20 sierpnia 2000 roku stoczył pojedynek o mistrzostwo świata organizacji WBC z Malcolmem Tunacao. Pojedynek zakończył się remisem i tytuł pozostał przy Filipińczyku.
Po tej walce Kobayashi zmienił kategorię wagową na wyższą i 11 marca 2001 roku wywalczył tytuł mistrza świata WBA w kategorii supermuszej, pokonując przez techniczny nokaut w dziesiątej rundzie dotychczasowego mistrza, Leo Gameza. Sześć miesięcy później obronił pas mistrzowski, pokonując na punkty byłego mistrza tej organizacji w kategorii lekkiej i supermuszej, Jesusa Rojasa. Tytuł stracił w swojej drugiej obronie, przegrywając przez techniczny nokaut w ósmej rundzie z Alexandrem Muñozem. Była to jego ostatnia walka w karierze.
Obecnie prowadzi w Chibie własną szkołę bokserską Celes Kobayashi Boxing Gym.